# Лалич
Лалич (серб. Лалић) — село в Сербії, належить до общини Оджаці Західно-Бацького округу в багатоетнічному, автономному краю Воєводина.

## Населення

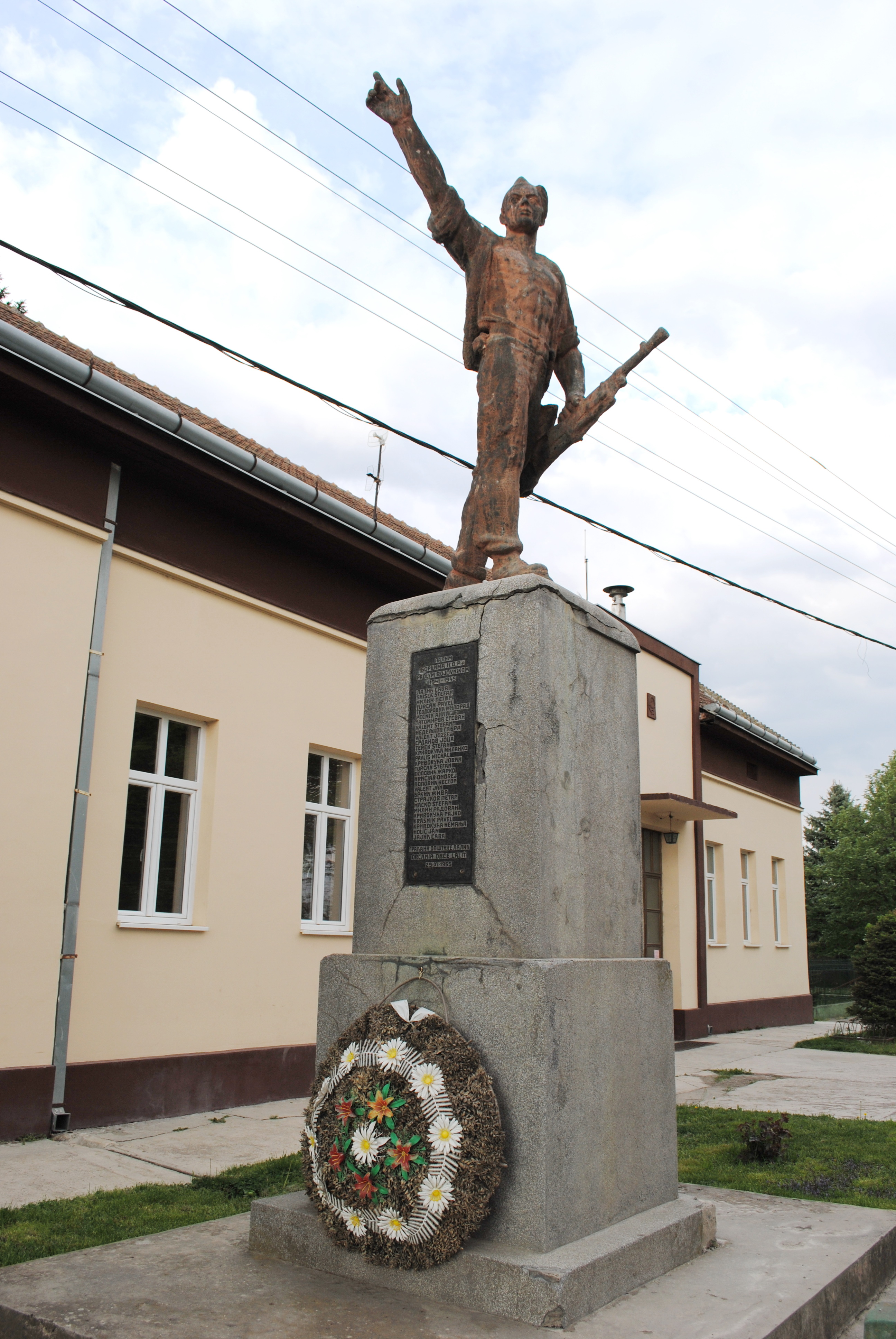
Пам'ятник воїнам, загиблим у Другій світовій війні

Населення села становить 1343 осіб (2002, перепис), з них:
- словаки — 796 — 48,35%;
- серби — 702 — 42,64%;
- русини — 27 — 1,64%;
- югослави — 21 — 1,27%;
- українці — 39 — 0,72%;

Решту жителів  — з десяток різних етносів, зокрема: македонці, роми, бунєвці, німці.